# Edward James Stone
Edward James Stone (Notting Hill, 28 de fevereiro de 1831 — 6 de maio de 1897) foi um astrônomo inglês.
Nasceu em Notting Hill, Londres, filho de Roger e Elizabeth Stone. Educado na City of London School, obteve uma bolsa de estudos no King's College de Londres. e em 1856 outra bolsa no Queens' College, Cambridge, onde graduou-se como quinto wrangler em 1859, e em seguida eleito fellow de seu colégio. No ano seguinte sucedeu o reverendo Robert Main como chefe assistente do Observatório Real de Greenwich, e logo empreendeu a tarefa fundamental de aprimorar o cálculo de constantes astronômicas. A mais importante destas, a paralaxe do sol, era na época de considerável incerteza.